# Lucía Carrillo
Lucía Carrillo (* 4. Januar 2002) ist eine spanische Leichtathletin, die sich auf den Sprint spezialisiert hat.

## Sportliche Laufbahn
Erste internationale Erfahrungen sammelte Lucía Carrillo im Jahr 2021, als sie bei den U20-Europameisterschaften in Tallinn in 23,83 s den sechsten Platz im 200-Meter-Lauf belegte und mit der spanischen 4-mal-100-Meter-Staffel nicht ins Ziel kam. Anschließend gelangte sie bei den U20-Weltmeisterschaften in Nairobi mit 23,51 s auf Rang vier über 200 Meter. Im Jahr darauf belegte sie bei den Ibero-Amerikanischen Meisterschaften in La Nucia in 23,82 s den vierten Platz über 200 Meter und wurde mit der Staffel disqualifiziert. Im August schied sie bei den Europameisterschaften in München mit 23,64 s im Vorlauf aus und kurz darauf gewann sie bei den U23-Mittelmeer-Meisterschaften in Pescara in 11,62 s die Bronzemedaille im 100-Meter-Lauf hinter den Französinnen Chloé Galet und Mallory Leconte. 2023 schied sie bei den U23-Europameisterschaften in Espoo mit 24,21 s im Halbfinale über 100 Meter aus und im August verpasste sie bei den Weltmeisterschaften in Budapest mit der Staffel mit 42,96 s den Finaleinzug.
2022 wurde Carrillo spanische Meisterin in der 4-mal-100-Meter-Staffel.

## Persönliche Bestzeiten
- 100 Meter: 11,10 s (−0,1 m/s), 22. Juli 2023 in Madrid
  - 60 Meter (Halle): 7,19 s, 18. Februar 2023 in Madrid
- 200 Meter: 22,54 s (+1,7 m/s), 14. Juni 2023 in Castellón de la Plana
  - 200 Meter (Halle): 23,52 s, 15. Februar 2020 in Salamanca